# Carl Alfred Cornelius
Carl Alfred Cornelius, född 10 februari 1828 i Södra Vi socken, Kalmar län, död 9 februari 1893 i Linköping, var en svensk teolog och biskop i Linköpings stift 1884–1893. Han var far till borgmästare Johan Cornelius och morfar till Erik Montan.

## Biografi
Han blev student vid Uppsala universitet 1845, filosofie magister 1851, teologie kandidat 1852 och docent i kyrkohistoria 1853. Två år senare utnämndes han till lektor i teologi vid Härnösands gymnasium, och lät sig prästvigas samma år. År 1860 tillträdde han som teologie adjunkt vid Uppsala universitet och efter två års arbete, 1862, blev han kalseniansk professor i teologiska prenotioner och kyrkohistoria. Vid jubelfesten i Lund 1868, promoverades han till teologie doktor. Bland hans skrifter märks Handbok i svenska kyrkans historia (1867), Handbok i kyrkohistorien (1872), Några bidrag till Uppsala teologiska fakultets historia (1874–1875) samt Svenska kyrkans historia efter reformationen (2 band, 1886–1887).

## Priser och utmärkelser
- 1891 – Kungliga priset